# Laurent Batlles
Laurent Batlles (Nantes, 23 settembre 1975) è un allenatore di calcio ed ex calciatore francese, di ruolo centrocampista.

## Statistiche

### Statistiche da allenatore
Statistiche aggiornate al 1º luglio 2023.
| Stagione        | Squadra         | Campionato      | Campionato | Campionato | Campionato | Campionato | Coppe nazionali | Coppe nazionali | Coppe nazionali | Coppe nazionali | Coppe nazionali | Coppe continentali | Coppe continentali | Coppe continentali | Coppe continentali | Coppe continentali | Altre coppe | Altre coppe | Altre coppe | Altre coppe | Altre coppe | Totale | Totale | Totale | Totale | % Vittorie | Piazzamento |
| Stagione        | Squadra         | Comp            | G          | V          | N          | P          | Comp            | G               | V               | N               | P               | Comp               | G                  | V                  | N                  | P                  | Comp        | G           | V           | N           | P           | G      | V      | N      | P      | %          | Piazzamento |
| --------------- | --------------- | --------------- | ---------- | ---------- | ---------- | ---------- | --------------- | --------------- | --------------- | --------------- | --------------- | ------------------ | ------------------ | ------------------ | ------------------ | ------------------ | ----------- | ----------- | ----------- | ----------- | ----------- | ------ | ------ | ------ | ------ | ---------- | ----------- |
| 2019-2020       | Troyes          | L2              | 28         | 16         | 3          | 9          | CF              | 1               | 0               | 0               | 1               | -                  | -                  | -                  | -                  | -                  | -           | -           | -           | -           | -           | 29     | 16     | 3      | 10     | 55,17      | 4°          |
| 2020-2021       | Troyes          | L2              | 38         | 23         | 8          | 7          | CF              | 1               | 0               | 0               | 1               | -                  | -                  | -                  | -                  | -                  | -           | -           | -           | -           | -           | 39     | 23     | 8      | 8      | 58,97      | 1° (prom.)  |
| lug.-dic. 2021  | Troyes          | L1              | 19         | 4          | 5          | 10         | CF              | 1               | 0               | 1               | 0               | -                  | -                  | -                  | -                  | -                  | -           | -           | -           | -           | -           | 20     | 4      | 6      | 10     | 20,00      | Eson.       |
| Totale Troyes   | Totale Troyes   | Totale Troyes   | 85         | 43         | 16         | 26         |                 | 3               | 0               | 1               | 2               |                    | -                  | -                  | -                  | -                  |             | -           | -           | -           | -           | 88     | 43     | 17     | 28     | 48,86      |             |
| 2022-2023       | Saint-Étienne   | L2              | 0          | 0          | 0          | 0          | CF              | 0               | 0               | 0               | 0               | -                  | -                  | -                  | -                  | -                  | -           | -           | -           | -           | -           | 0      | 0      | 0      | 0      | —          | in corso    |
| Totale carriera | Totale carriera | Totale carriera | 85         | 43         | 16         | 26         |                 | 3               | 0               | 1               | 2               |                    | -                  | -                  | -                  | -                  |             | -           | -           | -           | -           | 88     | 43     | 17     | 28     | 48,86      |             |

## Palmarès

### Allenatore

#### Competizioni nazionali
- Campionato francese di seconda divisione: 1

Troyes: 2020-2021